# ハーティング
ハーティング社（ハーティング テクノロジーグループ）は、1945年設立の、ドイツのエスペルカンプに本社を置く、工業用電気・電子部品、イーサネットスイッチなど産業機器に特化した製品を開発および製造販売する企業である。日本法人は1985年に設立。以来、産業用コネクタを専門とした販売サポートを行っている。

## 概要
- 産業に特化した製品として戦後早くから標準規格に準拠した製品を多く製造。ファミリー企業であることから製品ラインの中止が突然発生することなく、製品寿命の長い生産体制を整えている。
  - 社名 ： ハーティング株式会社 / HARTING K.K.
  - 所在地 ： 神奈川県横浜市港北区新横浜1-7-9　友泉新横浜一丁目ビル2F
  - 設立 ： 1985年12月4日
  - 代表者 ： 代表取締役：フィリップ ハルティング

## 沿革
- 1985年12月 - ハーティング電子工学株式会社として東京都品川区に資本金2千万円をもって設立
- 1986年9月 - 関西営業所を神戸市に開設
- 1987年
  - 2月 - 中部営業所を名古屋市に開設
  - 9月 - 業務拡大のため横浜市白山ハイテクパーク、ジャーマンインダストリーセンターに移転
- 1997年8月 - ハーティング株式会社に社名変更　（英語名：HARTING K.K.）
- 2003年
  - 7月 - サービス強化のため大田区平和島に配送センター開設
  - 8月 - 本社機能拡充のため新横浜駅前に移転
- 2004年4月 - 配送センターを横浜市港北区に移転
- 2006年
  - 3月 - 中部営業所移転
  - 10月 - 九州営業所設立
- 2011年
  - 12月 - 関西営業所を新大阪に移転

## 主な商品
- 大電流コネクタ
- ネットワーク用コネクタ
- 高速通信用TCAコネクタ
- ケーブルアセンブリ
- バックプレーン設計
- イーサネットスイッチ

角型多極耐環境タイプのHanシリーズが著名で、工作機械・FA・鉄道などに強み。
幅広いシェアを裏付けるように、イタリア製・中国製・日本製などのコピー品が
多く出回る状況となっている。